# سامانه اطلاعاتی مدیریتی
سامانه اطلاعات مدیریت یا سیستم اطلاعات مدیریت (به انگلیسی: management information system - MIS) گونه‌ای از سیستم‌های اطلاعاتی رایانه‌ای است که جمع‌آوری، کنترل و پالایش داده‌های مورد نیاز سازمان را بر عهده داشته و با به‌کارگیری روش‌های مناسب هر سازمان، اطلاعات پالایش شده را به منظور تصمیم، برنامه‌ریزی و کنترل کلیه فرایندها در اختیار سطوح مختلف مدیران قرار می‌دهد.
سیستمی است یکپارچه که از کاربر و ماشین برای ارائه اطلاعات در پشتیبانی از عملیات، مدیریت و تصمیم‌گیری در سازمان تشکیل شده‌است. این سیستم از نرم‌افزار و سخت‌افزار رایانه‌ای، راهنماها و دستورالعمل‌ها، مدل‌هایی برای تحلیل، برنامه‌ریزی، کنترل و تصمیم‌گیری و یک پایگاه اطلاعات بهره می‌گیرد.
اجزاء اصلی این سیستم عبارت‌اند از: (۱) سیستمی یکپارچه برای خدمت به تعداد زیادی کاربر، (۲) سیستمی رایانه‌ای که تعدادی نرم‌افزار اطلاعاتی را از طریق یک پایگاه اطلاعات به هم ربط داده (۳) رابط کاربر- ماشین که به جستجوهای فوری و موقتی پاسخ داده (۴) ارائه اطلاعات به تمام سطوح مدیریتی و (۵) پشتیبانی از عملیات و تصمیم‌گیری
این سیستم در قالب یک رشته دانشگاهی به نام MIS به مطالعهٔ مردم، فناوری، سازمان‌ها و روابط بین آن‌ها نیز می‌پردازد. بسیاری از مدارس کسب‌وکار (یا دانشکده‌های مدیریت کسب‌وکار در دانشگاه‌ها) دارای یک بخش MIS در کنار بخش‌های حسابداری، امور مالی، مدیریت و بازاریابی در سیستم‌های اطلاعات مدیریت هستند.
متخصصان MIS به سازمان‌ها کمک می‌کنند تا سود حاصل از سرمایه‌گذاری در پرسنل، تجهیزات و فرایندهای کسب‌وکار را به حداکثر برسانند.

## مدیریت
وظایف مختلفی برای مدیران یک سیستم اطلاعاتی وجود دارد که در رأس آن‌ها مدیران ارشد اطلاعات (CIO) قرار دارند و وظیفه آن‌ها استراتژی فناوری کلی یک سازمان است. درواقع، اهداف فناوری و اطلاعات یک سازمان را تعیین می‌کنند و از برنامه‌ریزی لازم جهت اجرایی شدن این اهداف اطمینان حاصل می‌کنند.
مدیران ارشد فناوری (CTO) بررسی می‌کنند که چطور یک فناوری جدید به سازمانشان کمک خواهدکرد. آن‌ها راه حل‌های فنی ارائه می‌دهند تا از سیاست‌های مدیران ارشد اطلاعات حمایت‌کنند.
مدیران IT از جمله مدیران MIS, مسئول بخش‌های فناوری اطلاعات و نظارت بر آن هستند. آن‌ها عهده‌دار اجرایی‌شدن سیاست‌های منتخب توسط بخش‌های بالاتر (CIOs, CTOs) نیز هستند. نقش دارند که از در دسترس بودن داده‌ها و خدمات شبکه به‌وسیله هماهنگ‌کردن فعالیت‌های IT مطمئن شوند.
مدیران امنیت IT کارمندان خود را با ارائه اطلاعات نسبت به تهدیدهای امنیتی آگاه می‌کنند. آن‌ها باید اقدامات امنیتی را به روز نگه‌دارند و هرگونه نقض امنیتی توسط تیم مخصوص، مورد بررسی و نظارت قرارگیرد.

## تاریخچه
کِنِت و آلدریچ اِستل شش دوره از تحول سیستم اطلاعات مدیریت را که مربوط به پنج مرحله در توسعه فناوری محاسبات است، شناسایی کردند.
1. محاسبات بزرگ رایانه و رایانهٔ کوچک
2. رایانه‌های شخصی
3. شبکه‌های سرور/کلاینت
4. محاسبات سازمانی
5. محاسبات انبوه

اولین مرحله، تحت سلطه IBM و بزرگ رایانههای آن‌ها بود؛ این کامپیوترها اغلب تمام اتاق را اشغال می‌کردند و نیازمند به تیم‌هایی برای راه‌اندازی آن‌ها بودند. IBM سخت‌افزار و نرم‌افزار را نیز عرضه‌کرد. چنان‌که فناوری پیشرفت کرد، این کامپیوترها قادر به تحمل ظرفیت بیشتر، کوچکتر و ارزان‌تر شدند.
دومین مرحله، در سال ۱۹۶۵ به عنوان ریزپردازنده با بزرگ رایانهها و رایانه‌های کوچک شروع به رقابت کرد. در اواخر سال ۱۹۷۰، فناوری رایانهٔ کوچک راه را به کامپیوترهای شخصی و نسبتاً ارزان داد تا به کالاهای بازار انبوه تبدیل شوند. (توجه کنید که اولین ریزپردازنده- یک دستگاه چهار بیتی برای یک ماشین حساب قابل برنامه‌ریزی در نظر گرفته‌شده- در سال ۱۹۷۱ ساخته شد و سیستم‌های مبتنی بر ریزپردازنده برای چندین سال در دسترس نبودند. محصول MITS به نام Altair 8800 اولین سیستم مبتنی بر ریزپردازنده شناخته شده بود، که به‌طور نزدیکی توسط اپل I و II دنبال شد. IBM PC در سال ۱۹۸۱ معرفی شد که به‌طور گسترده‌ای برای کسب و کار مطلوب‌تر بود)
چنانچه پیچیدگی فنی افزایش یافت و هزینه‌ها کاهش پیدا کرد، نیاز به انتشار اطلاعات داخل یک سازمان نیز به دوره سوم (کلاینت/سرور) رشد کرد و کامپیوترهایی که در یک شبکهٔ عمومی بودند، به اطلاعات سهم بندی شده‌ای در یک سرور دسترسی پیدا کردند. این برای هزاران و حتی میلیون‌ها نفر امکان دسترسی به داده‌ها را به‌طورهمزمان فراهم کرد.
چهارمین مرحله، توسط شبکه‌های پرسرعت فعال شد؛ تمام جنبه‌های سازمانی کسب‌وکار با ارائه‌شدن دسترسی به اطلاعات غنی، شامل ساختار مدیریت کامل گره خورد.
پنجمین مرحله، آخرین مرحله است و شبکه فناوری را برای ارائه برنامه‌ریزی و ذخیرهٔ داده، مستقل از ساختار، محل و هویت سخت‌افزار بکار می‌گیرد. این به همراه موبایل پرسرعت و شبکه‌های وای فای، به سطوح جدیدی از پویایی منجر شد.

## مزایا
موارد زیر بعضی از مزایایی هستند که به دست می‌آیند:
- شرکت‌ها قادرند نقاط ضعف و قوت خود را به دلیل وجود گزارش‌های درآمد، ثبت عملکرد کارکنان و غیره شناسایی کنند.
- دادن یک تصویر کلی از شرکت.
- اقدام به عنوان یک ابزار ارتباطی و برنامه‌ریزی.
- در دسترس بودن داده مشتری و بازخورد می‌تواند در هم‌تراز کردن پردازش‌های کسب‌وکار، مطابق نیازهای مشتریان کمک‌کند. مدیریت مؤثر داده مشتری نیز می‌تواند در اجرای بازاریابی مستقیم و فعالیت‌های ترفیعی به شرکت کمک‌کند.
- MIS می‌تواند در افزایش مزیت رقابتی به شرکت کمک‌کند. مزیت رقابتی، توانایی شرکت در انجام کارها به طرز بهتر، سریعتر، ارزان‌تر ومنحصربه‌فرد است، نسبت به زمانی که در بازار با شرکت‌های رقیب مقایسه می‌شود.
- گزارش MIS به تصمیم‌گیری و اقدام روی موضوعی خاص در زمان کوتاهی کمک‌می‌کند.